# Єрсинія
Єрсинія (Yersinia) — рід бактерій родини Yersiniaceae; грам-негативні паличкоподібні бактерії, кілька мікронів завдовжки і менше мікрона в діаметрі, факультативні анаероби.
Рід назвали на честь Александра Жана Еміля Єрсена, франко-швейцарського бактеріолога, який відкрив Yersinia pestis, — збудника чуми. Рід Yersinia виділив у 1944 році Й. ван Логхем (англ. van Loghem).

## Стійкість
Деякі представники роду Yersinia здатні не тільки виживати, але і розмножуватися при температурі від 1 до 4 °C (що приблизно відповідає температурі холодильника), тобто є психрофілами. Також вони демонструють відносно високу стійкість до нагрівання — деякі з них можуть витримувати температуру 50—60 °C протягом 20—30 хвилин. Цих бактерій достатньо швидко інактивують окислювачі.

## Патогенна дія
Кілька різних екологічних спеціалізацій, ймовірно, призвели до розщеплення гостро патогенних штамів Yersinia від непатогенних ліній з довкілля. Всупереч гіпотезі, що всі патогенні види Yersinia мають загального патогенного предка, показано, що вони розвивалися незалежно один від одного, але з подальшими паралельними шляхами еволюції в надбанні одних і тих же детермінант вірулентності. Ці геномні варіації привели до появи родинних збудників, де відображається їх все більш специфічний спосіб життя, зі спектром потенціалу вірулентності. Тому деякі з представників роду патогенні для людини. Їх природний резервуар — гризуни, але іноді резервуарами та джерелами інфекції можуть служити інші ссавці. Інфікування відбувається різними механізмами в залежності від виду. Зокрема, через кров за допомогою бліх (у випадку з Yersinia pestis) або аліментарним шляхом через травну систему при вживання заражених продуктів (особливо овочевих, молочних і м'ясних, як у випадку з Yersinia enterocolitica або Yersinia pseudotuberculosis). Існує гіпотеза, що деякі бактерії цього роду можуть поширюватися всередині найпростіших.
Відомі патогенні представники роду такі:
- Yersinia pestis — збудник чуми.
- Yersinia enterocolitica — збудник кишкового єрсиніозу.
- Yersinia pseudotuberculosis — збудник псевдотуберкульозу.

Патогенні єрсинії визнані потенційними агентами біотероризму.